# Эррера, Пабло (футболист)
Пабло Эррера Баррантес (исп. Pablo Herrera Barrantes; род. 14 февраля 1987, Алахуэла, Коста-Рика) — коста-риканский футболист, нападающий. Выступал в сборной Коста-Рики.

## Клубная карьера
Эррера начал карьеру в клубе «Алахуэленсе». В 2006 году он дебютировал в чемпионате Коста-Рики. В команде Пабло провёл три сезона. В 2009 году он перешёл в норвежский «Олесунн». 22 августа в матче против «Мольде» Эррера дебютировал в Типпелиге. 19 сентября в поединке против «Бранна» он забил свой первый гол за новую команду. В составе «Олесунна» Пабло дважды стал обладателем Кубка Норвегии.
Летом 2012 года Эррера вернулся на родину подписав контракт с «Уругвай де Коронадо». 30 сентября в матче против своего бывшего клуба «Алахуэленсе» он дебютировал за новую команду. 8 ноября в поединке против «Пунтаренас» Пабло забил свой первый гол за «Уругвай».
По окончании сезона Эррера перешёл в «Картахинес». 12 августа в матче против УКР он дебютировал за команду. 17 августа в поединке против «Кармелиты» Пабло забил свой первый гол за «Картахинес». В 2014 году в Эррера помог клубу выиграть Кубок Коста-Рики. Летом 2015 года он вернулся в «Уругвай де Коронадо».

## Международная карьера
В 2007 году Эррера в составе молодёжной сборной Коста-Рики принял участие в молодёжном чемпионате мира в Канаде.
22 августа того же года в товарищеском матче против сборной Перу Пабло дебютировал за сборную Коста-Рики. 25 января 2009 года в поединке Кубка наций Центральной Америки против сборной Гватемалы он забил свой первый гол за национальную команду.
В 2009 году Эррера попал в заявку сборной на участие в Золотом кубке КОНКАКАФ. На турнире он сыграл в матчах против команд Сальвадора, Ямайки, Канады, Гваделупы и Мексики.

### Голы за сборную Коста-Рики
| #   | Дата            | Место                                           | Противник                | Счёт | Результат | Соревнование                         |
| --- | --------------- | ----------------------------------------------- | ------------------------ | ---- | --------- | ------------------------------------ |
| 01. | 25 января 2009  | Национальный стадион, Тегусигальпа, Гондурас    | Гватемала                | 1:2  | 1:3       | Кубок наций Центральной Америки 2009 |
| 02. | 4 июня 2009     | Рикардо Саприсса, Сан-Хосе, Коста-Рика          | США                      | 3:0  | 4:0       | Чемпионат мира 2010 (квалификация)   |
| 03. | 19 июля 2009    | AT&T-стэдиум, Арлингтон, США                    | Гваделупа                | 1:5  | 1:5       | Золотой кубок КОНКАКАФ 2009          |
| 04. | 14 августа 2013 | Кискея, Санто-Доминго, Доминиканская Республика | Доминиканская Республика | 0:3  | 0:4       | Товарищеский матч                    |

## Достижения
Командные
 «Олесунн»
- Обладатель Кубок Норвегии — 2009
- Обладатель Кубок Норвегии — 2011

 «Картахинес»
- Обладатель Кубок Коста-Рики — 2014